# Jopala
Jopala är en ort i Mexiko.   Den ligger i kommunen Jopala och delstaten Puebla, i den sydöstra delen av landet, 170 km nordost om huvudstaden Mexico City. Jopala ligger 646 meter över havet och antalet invånare är 10 000.
Terrängen runt Jopala är kuperad. Runt Jopala är det tätbefolkat, med 297 invånare per kvadratkilometer. Närmaste större samhälle är Olintla, 6,9 km söder om Jopala. Omgivningarna runt Jopala är en mosaik av jordbruksmark och naturlig växtlighet.